# Krajenka
Krajenka é um município da Polônia, na voivodia da Grande Polônia e no condado de Złotów. Estende-se por uma área de 3,76 km², com 3 733 habitantes, segundo os censos de 2016, com uma densidade de 992,8 hab/km².